# HD 63454 b
HD 63454 b (Ibirapitá) – planeta typu gorący jowisz orbitująca wokół gwiazdy HD 63454. Jest około trzy razy mniej masywna niż Jowisz. Została odkryta w 2005 roku. 

## Nazwa
Planeta ma nazwę własną Ibirapitá, pochodzącą od drzewa Peltophorum dubium, zwanego także „drzewem Artigasa”. Nazwa została wyłoniona w konkursie zorganizowanym w 2019 roku przez Międzynarodową Unię Astronomiczną w ramach stulecia istnienia organizacji. Uczestnicy z Urugwaju mogli wybrać nazwę dla tej planety. Spośród nadesłanych propozycji zwyciężyła nazwa Ibirapitá dla planety i Ceibo dla gwiazdy.